# Korea Train Express

Tratě KTX v Jižní Koreji

Korea Train Express (korejsky 한국고속철도, zkratka KTX) je pojmenování vysokorychlostních vlaků, které provozuje jihokorejská železniční společnost Korail. Vlaky KTX zahájily provoz v roce 2004.

## Seznam tratí
Vlaky KTX provozuje Korail na několika tratích (stav k březnu 2021):
- KTX Kjŏngbu (Soul-Busan; s odbočkou do města Pchohang)
- KTX Honam (Soul-Mokpcho)
- KTX Gyeongjeon (Soul-Čindžu)
- KTX Čolla (Soul-Josu)
- KTX Kangnung (Soul-Kangnung; s prodloužením do města Tonghe)[2]
- KTX Jungang (Soul-Andong)[3]

## Nasazené jednotky
Provozovány jsou tyto elektrické jednotky:
- KTX-I, v provozu od roku 2004, 46 kusů, výrobce Alstom a Hyundai Rotem
- KTX-Sancheon – v provozu od roku 2010, 71 kusů, výrobce Hyundai Rotem
- KTX-Eum – v provozu od roku 2021, 9 kusů, výrobce Hyundai Rotem

Na vysokorychlostních tratích Honam (Tedžon-Kwangdžu) a Kjŏngbu (Soul-Busan) jezdí vlaky rychlostí až 305 km/h.

## Fotogalerie

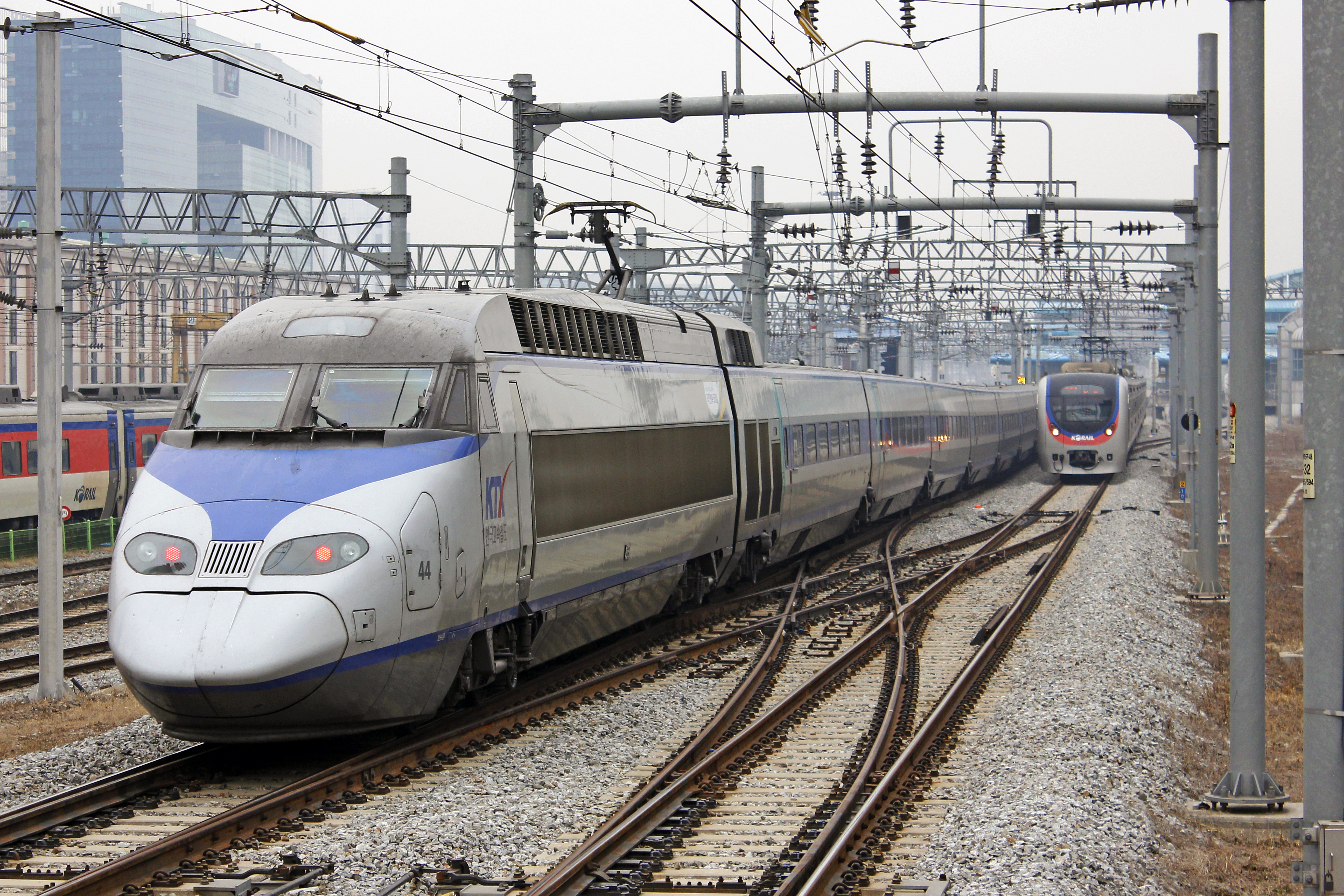
KTX-I
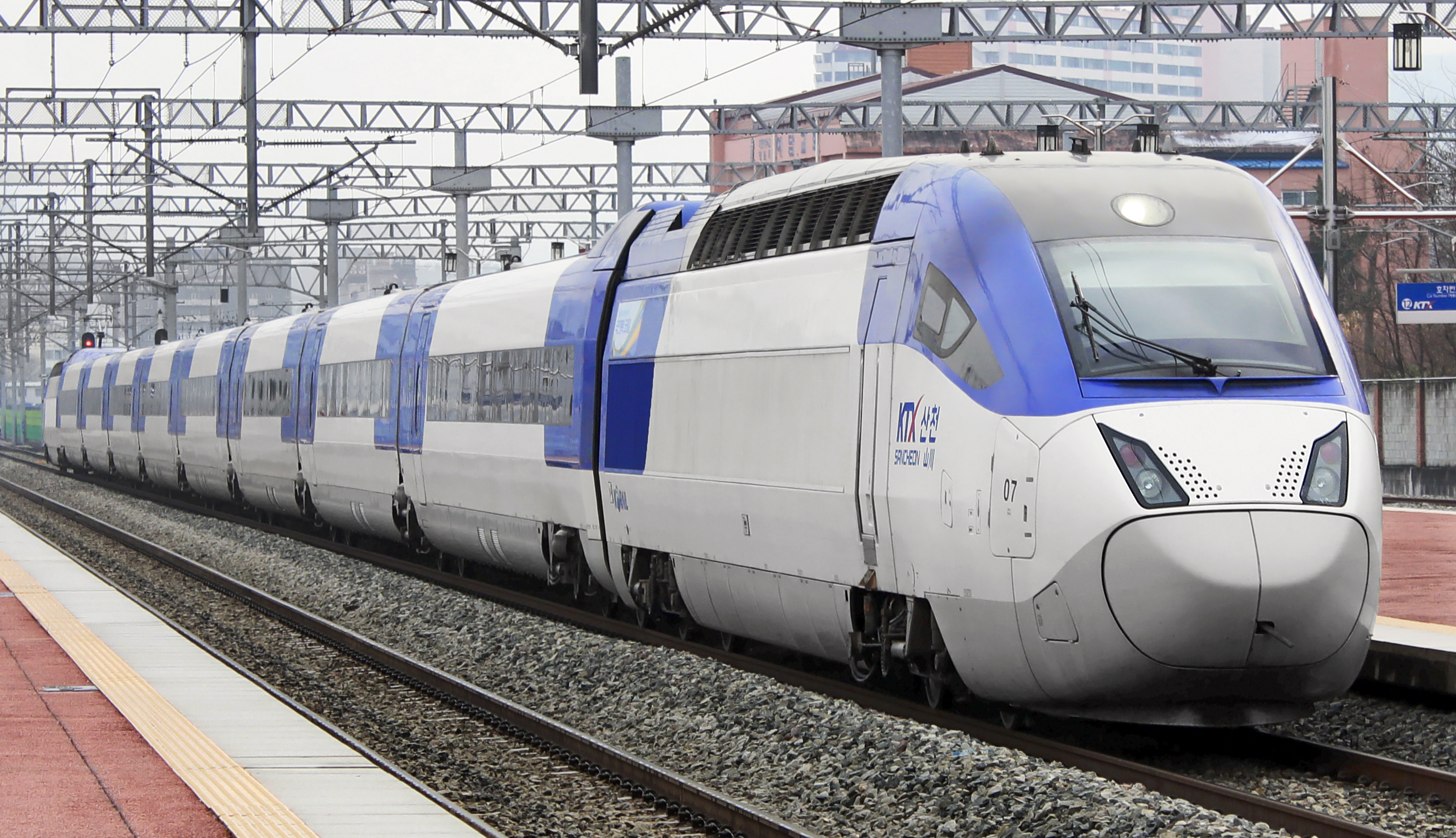
KTX-Sancheon
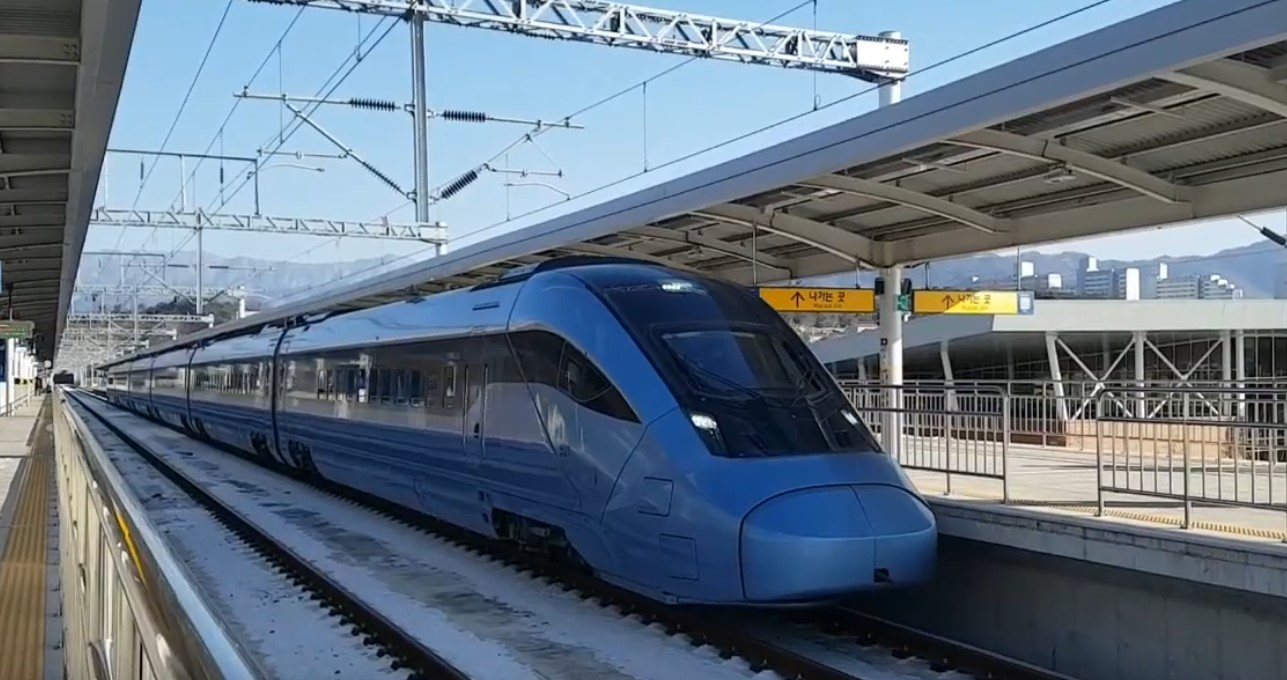
KTX-Eum
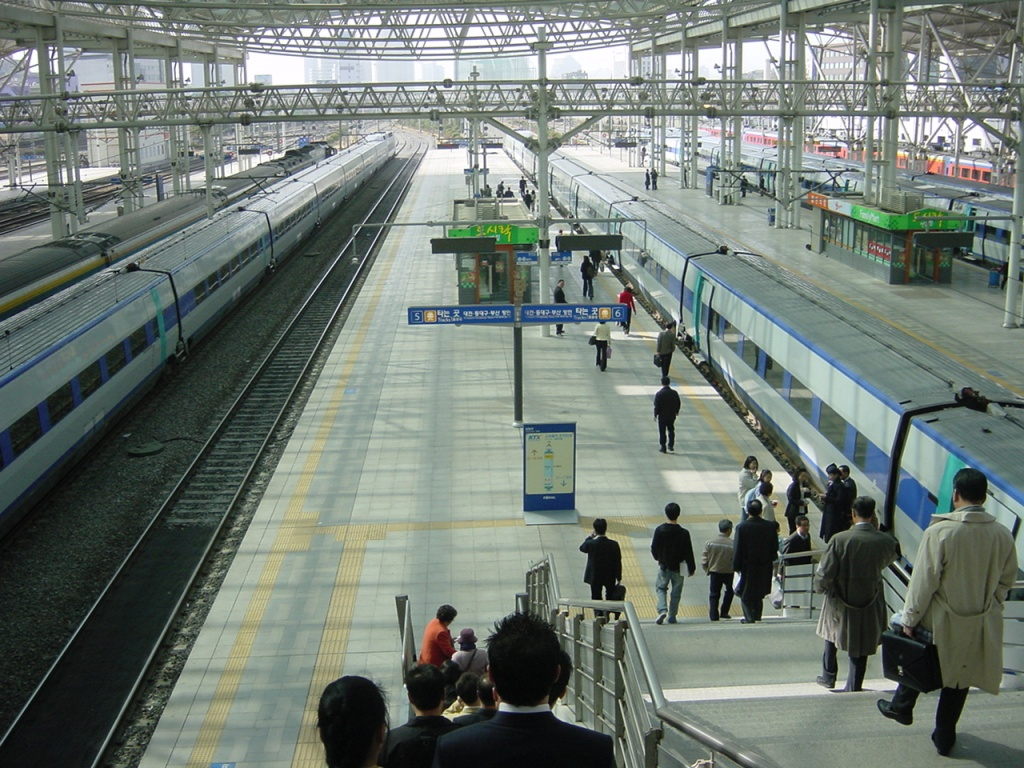
Hlavní nádraží v Soulu